# 奎山街道 (徐州市)
奎山街道，是中华人民共和国江苏省徐州市泉山区下辖的一个乡镇级行政单位。

## 行政区划
奎山街道下辖以下地区：
奎园社区、奎果社区、奎东社区、奎西社区和塔南社区。